# Cheng Hoon Teng
Cheng Hoon Teng is een Chinese tempel in Jalan Tokong, Malakka (stad), Malakka (staat), Maleisië. Het is de oudste nog functionerende tempel in Maleisië. Het tempelcomplex beslaat een oppervlakte van 4600 m². De grootste tempelhal is gewijd aan Guanyin.
De tempel is in 1645 gebouwd door Chinezen kapitein Lee Wei King. Materiaal voor de bouw werd uit China gehaald. De tempel werd hoofdzakelijk bezocht door Chinese Maleisiërs van Hoklo afkomst die Zuidelijk Min als moedertaal hadden.